# مدينة يوانبينج
مدينة يوانبينج (بالصينية: 原平市) هي مدينة على مستوى مقاطعة، في الصين، تقع في شينتشو، بلغ عدد سكانها 491,213 نسمة وذلك حسب إحصائيات سنة 2010، تبلغ مساحتها 2,571 كيلومتر مربع، رمزها البريدي هو 034100.

## المناخ
يظهر الجدول التالي التغييرات المناخية على مدار السنة لمدينة يوانبينج:
| البيانات المناخية لـمدينة يوانبينج          | البيانات المناخية لـمدينة يوانبينج | البيانات المناخية لـمدينة يوانبينج | البيانات المناخية لـمدينة يوانبينج | البيانات المناخية لـمدينة يوانبينج | البيانات المناخية لـمدينة يوانبينج | البيانات المناخية لـمدينة يوانبينج | البيانات المناخية لـمدينة يوانبينج | البيانات المناخية لـمدينة يوانبينج | البيانات المناخية لـمدينة يوانبينج | البيانات المناخية لـمدينة يوانبينج | البيانات المناخية لـمدينة يوانبينج | البيانات المناخية لـمدينة يوانبينج | البيانات المناخية لـمدينة يوانبينج |
| الشهر                                       | يناير                              | فبراير                             | مارس                               | أبريل                              | مايو                               | يونيو                              | يوليو                              | أغسطس                              | سبتمبر                             | أكتوبر                             | نوفمبر                             | ديسمبر                             | المعدل السنوي                      |
| ------------------------------------------- | ---------------------------------- | ---------------------------------- | ---------------------------------- | ---------------------------------- | ---------------------------------- | ---------------------------------- | ---------------------------------- | ---------------------------------- | ---------------------------------- | ---------------------------------- | ---------------------------------- | ---------------------------------- | ---------------------------------- |
| متوسط درجة الحرارة الكبرى °م (°ف)           | −0.1 (31.8)                        | 3.5 (38.3)                         | 10.1 (50.2)                        | 19.0 (66.2)                        | 25.3 (77.5)                        | 28.6 (83.5)                        | 29.2 (84.6)                        | 27.5 (81.5)                        | 23.1 (73.6)                        | 17.0 (62.6)                        | 8.1 (46.6)                         | 1.5 (34.7)                         | 16.1 (60.9)                        |
| متوسط درجة الحرارة الصغرى °م (°ف)           | −13.7 (7.3)                        | −9.5 (14.9)                        | −3 (27)                            | 3.9 (39.0)                         | 10.2 (50.4)                        | 14.7 (58.5)                        | 17.7 (63.9)                        | 16.3 (61.3)                        | 10.0 (50.0)                        | 3.3 (37.9)                         | −4.4 (24.1)                        | −11.3 (11.7)                       | 2.9 (37.1)                         |
| الهطول مم (إنش)                             | 1.9 (0.07)                         | 3.7 (0.15)                         | 9.2 (0.36)                         | 15.9 (0.63)                        | 30.7 (1.21)                        | 54.9 (2.16)                        | 102.9 (4.05)                       | 114.8 (4.52)                       | 52.6 (2.07)                        | 19.9 (0.78)                        | 8.9 (0.35)                         | 1.7 (0.07)                         | 417.1 (16.42)                      |
| متوسط أيام هطول الأمطار (≥ 0.1 mm)          | 1.7                                | 2.4                                | 3.7                                | 4.3                                | 5.7                                | 9.7                                | 13.3                               | 12.8                               | 9.2                                | 5.4                                | 3.0                                | 1.3                                | 72.5                               |
| متوسط الرطوبة النسبية (%)                   | 47                                 | 45                                 | 48                                 | 42                                 | 43                                 | 54                                 | 69                                 | 73                                 | 68                                 | 59                                 | 57                                 | 51                                 | 55                                 |
| ساعات سطوع الشمس الشهرية                    | 185.7                              | 185.8                              | 211.2                              | 238.0                              | 273.8                              | 255.2                              | 226.4                              | 222.6                              | 217.6                              | 216.3                              | 181.6                              | 170.5                              | 2٬584٫7                            |
| نسبة وصول أشعة الشمس                        | 62                                 | 62                                 | 57                                 | 60                                 | 62                                 | 58                                 | 50                                 | 53                                 | 59                                 | 62                                 | 60                                 | 58                                 | 58                                 |
| المصدر: China Meteorological Administration |                                    |                                    |                                    |                                    |                                    |                                    |                                    |                                    |                                    |                                    |                                    |                                    |                                    |

## التقسيمات الإدارية
- Guoyang  [لغات أخرى]‏
- Yanzhuang, Yuanping [الإنجليزية]‏.